# برگاپتن
برگاپتن (انگلیسی: Bergapten) (متوکسی‌پسورالن-۵) یک پسورالن (همچنین شناخته شده به عنوان فیورانوکومارین‌ها) موجود در روغن اسانس ترنج در دیگری روغن‌های اسانس مرکبات، و آب گریپ فروت است. این مواد شیمیایی در روغن ترنج است که باعث سمیت عکس است. روغن اسانس ترنج یا مواد مصنوعی بدون برگاپتن در حال حاضر در عطر استفاده می‌شود.